# Inteligencja werbalna
Inteligencja werbalna – zdolność formułowania wypowiedzi, a więc szybkiego dobierania adekwatnych do zakładanej treści przekazu słów oraz zdolność rozumienia komunikatów, nadawanych w formie pisemnej lub ustnej przez inne osoby. Zapewnia możliwość skutecznego porozumiewania się z otoczeniem.